# Galende
Galende – gmina w Hiszpanii, w prowincji Zamora, w Kastylii i León, o powierzchni 90,26 km². W 2011 roku gmina liczyła 1361 mieszkańców.